# Matt Pryor
Matt Pryor (Long Beach, 16 dicembre 1994) è un giocatore di football americano statunitense che milita nel ruolo di offensive tackle per i Chicago Bears della National Football League (NFL).

## Carriera

### Philadelphia Eagles
Pryor fu scelto dai Philadelphia Eagles nel corso del sesto giro (206º assoluto) del Draft NFL 2018.
Nel gennaio 2020 Pryor disputò la prima gara come guardia destra titolare nella sconfitta nei playoff contro i Seattle Seahawks, sostituendo l'infortunato Brandon Brooks.
Pryor  fu inserito nella lista dei positivi al COVID-19 il 16 ottobre 2020, e tornò attivo il 22 ottobre.

### Indianapolis Colts
Il 31 agosto 2021 gli Eagles scambiarono Pryor e una scelta del settimo giro del 2022 con gli Indianapolis Colts per una scelta del sesto giro del 2022.
Il 16 marzo 2022 Pryor firmò un nuovo contratto di un anno del valore di 5,5 milioni di dollari con i Colts.

### San Francisco 49ers
Il 27 marzo 2023 Pryor firmò con i San Francisco 49ers.

### Chicago Bears
Il 13 marzo 2024 Pryor firmò un contratto di un anno con i Chicago Bears.